# Drømmetydning
 Denne artikel bør gennemlæses af en person med fagkendskab for at sikre den faglige korrekthed.

Drømmetydning handler om tolkningen af drømme, og er specielt blevet kendt gennem Sigmund Freuds psykoanalyse og Carl Gustav Jungs dybdepsykologi. Freud kaldte drømme for 'Kongevejen til det ubevidste'.
Kort sagt kan man sige, at Freuds drømmearbejde koncentrerede sig om forståelsen af drømmenes bagudrettede tolkning set i relation til dagrest og oplevelser i barndommen, mens Jungs tolkning drejede sig om drømmenes mening for fremtiden.

## Drømmeforståelse, tolkning
Man kan overordnet inddele drømmeforståelsen efter, hvordan personen forholder sig i drømmen:
- Øjne der ser. Man oplever drømmen som om man ser det på tv. Man er sig ikke problemer bevidst.
- Til stede i drømmen. Man er til stede i drømmen, men er passiv. Man kender problemet, men arbejder ikke med det i dagliglivet.
- Aktiv deltager. Man er aktiv deltager i drømmens handling. Problemet er kendt af personen og man arbejdet med det i dagliglivet.
- Slår følge. Hvis man i drømmen slår følge eller slutter fred, kan det tolkes sådan, at der er god prognose for, at man kan løse problemet i dagliglivet.
- Man slår ihjel. Hvis man slår ihjel i drømmen, har man kun løst problemet midlertidigt i dagliglivet. Kan tolkes som, at man forsøger at flygte fra problemet.

Når man drømmer, kan det være på flere måder., dagdrømme, fantasere eller drømme, når man sover. Dagdrømme er når man "fantaserer" om noget, eller "falder i staver." Der er flere former for dagdrømme, såvel som ved andre slags drømme. At "fantasere" hører under hjernens opbygning, selve "tænknings centeret", eller rettere hele individet i hovedet. Når man "fantaserer", kan det være, når man forestiller sig noget, evt. forestiller sig et billede, eller evt., en person, en person, som kan være hvem som helst, ligesom ens fantasier. Drømme i sig selv er et meget stort begreb, da der er mange slags drømme, mange slags fortolkninger. Mareridt er ordet, som er modsat drømme, har man mareridt, er det nemlig en ond drøm! Et mareridt kan handle om, hvis du har nogen pyskiske lidelser, kan de i individet, overføres til "drømmecenteret." "drømmecenteret" er den del af hjernen hvor alle dine drømme er, og lign. Når den psykiske lidelse overføres kan den blive til et mareridt, ligesom at en fantasi kan blive til en drøm.
Drømmen kan blandt andet opdeles i disse hovedgrupper:
- Psykisk og social arv
- Dagrester
- Kompensatoriske drømme
- Arketypiske drømme
- Lucide drømme

### Psykisk og social arv
Drømmenes indhold forstås i forhold til de oplevelser personen har haft i barndommen og opvæksten. Her anlagde Freud i sine tidlige år specielt tolkninger omkring den psykiske og fysiske sexualitet.

### Dagrester
Ved dagrest forstås de oplevelser, følelser og tanker, som personen har haft umiddelbart før den dag, hvor man har haft drømmen. Det kan eksempelvis være oplevelser dagen før på arbejdet eller følelsesmæssige oplevelser i forhold til ægtefællen. Sådanne drømmme er kommentarer til gårsdagens hændelser.

### Kompensatoriske drømme
Kompensatoriske drømme kan have indhold, som er det modsatte af, hvad personen forudgående har oplevet i dagliglivet. Har man fx dagen(e) forud haft voldsomme negative oplevelser, kan drømmene have et lyst og positivt indhold, for at kompensere for ens oplevelser, og derved stabilisere psyken.

### Arketypiske drømme
Det var især Jung der arbejdede med teorierne omkring arketypiske drømme (se arketype). Det er drømme der indeholder billeder med almen menneskelige symboler, eksempelvis om slanger, solopgang, vismænd, religiøse drømme. Arketypiske drømme har sjældent personligt indhold, men har fremtidsaspekter i sig. De kan have krav eller tilbud om ændringer af Jeg'ets moralske og etiske holdninger. Arketypiske drømme har overordnet elementer om Personaen, Skyggen, Anima/ Animus, Selvet.

### Lucide drømme
Lucide drømme er karakteriseret ved, at man i drømmen oplever at man drømmer, eller at man i drømmen er sig bevidst, at det drejer sig om en drøm. Hvor man på en måde oplever sig selv "udefra". Sådanne drømme kan have spirituelle effekter, eller indeholde varsler af fremtidsrettet karakter. Lucide drømme kan også have overnaturlige aspekter. Under søvnparalyse kan der forekomme lucide drømme.